# Etoperidona

La etoperidona es un antidepresivo atípico, es un inhibidor selectivo de la recaptación de serotonina. Es un antidepresivo tricíclico de segunda generación que se usa para tratar trastornos depresivos. La etoperidona es un miembro de las piperazinas. Se trata de un derivado triazólico sustituido por fenilpiperazina con una composición que lo clasifica como análogo de la tradozona y presenta un perfil farmacológico similar. La etoperidona fue desarrollada por Angelini Francesco ACRAF.
La fórmula molecular es C19H28ClN5O. Fue introducido en Europa en 1977. Es un derivado de la triazolona y está estructuralmente relacionado con la trazodona. Esta contraindicado para las alteraciones bipolares y los estados maníacos. Posee intensa actividad sedante y prácticamente nula actividad anticolinérgica.
Era utilizado para el tratamiento de diversas formas de depresión,  temblores de enfermedad de Parkinson, síntomas extrapiramidales e impotencia masculina.
Entre sus efectos adversos se encuentran efectos cardiovasculares importantes registrados como electrocardiograma anormal, cambios en la presión arterial e incluso paro cardíaco.
Está retirado de circulación.